# Döllnkrug

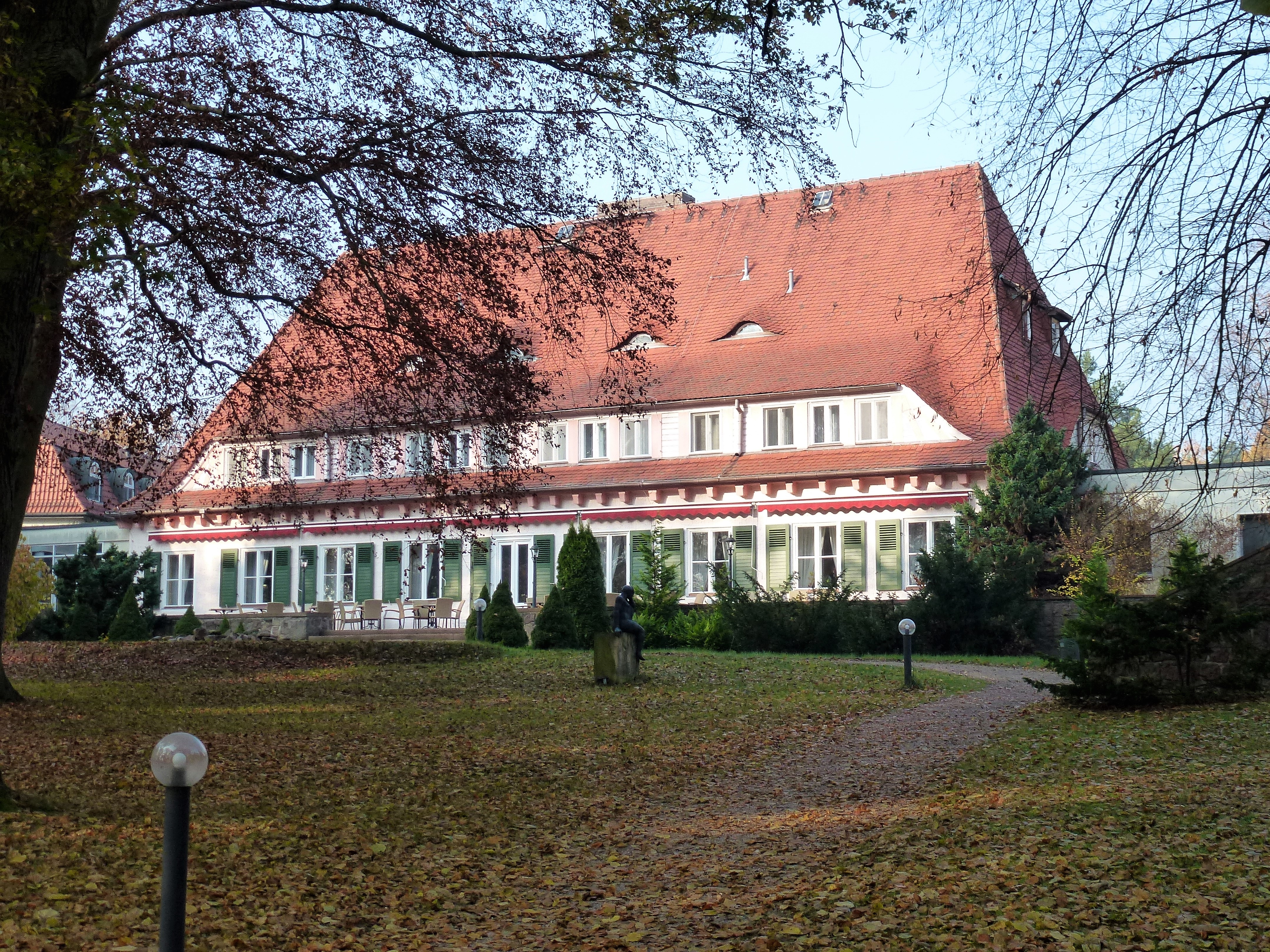
Hotel Döllnsee-Schorfheide

Döllnkrug ist ein Wohnplatz im Ortsteil Groß Dölln der Stadt Templin im Landkreis Uckermark (Brandenburg). Er entstand aus einem Krug, der um 1720 erstmals genannt ist. Nur wenig später ist neben dem Krug ein Teerofen erwähnt, der nach 1800 (und vor 1840) eingegangen ist. Mit dem Ausbau der Chaussee Berlin-Prenzlau (Abschnitt Groß Schönebeck-Mittenwalde) entstand um 1830 zusätzlich ein Chausseehaus in Döllnkrug, das wiederum vor 1898 abgerissen wurde. 1851 wurde anstelle des Teerofens ein Forsthaus und ein Schutzbezirk für einen Förster eingerichtet, das Forsthaus Döllnkrug, das in den 1970er Jahren abgerissen wurde. 1934/35 ließ Hermann Göring für seinen Leibjäger Willi Schade etwas weiter östlich vom Forsthaus ein Gebäude errichten, das Jagdhaus Döllnkrug oder Schadehaus, das auch als Unterkunft für Gäste von Görings Jagdschloss Carinhall diente. In der DDR-Zeit wurde das Schadehaus zum repräsentativen Gästehaus für Staatsgäste ausgebaut und zum Nucleus des heutigen Hotelkomplexes bzw. des heutigen Wohnplatzes Döllnkrug.

## Lage
Der Wohnplatz Döllnkrug liegt 5,2 km ostnordöstlich von Groß Dölln, 5,8 km westnordwestlich von Joachimsthal und 7,6 km westsüdwestlich von Friedrichswalde. Die Stadt Templin, zu der der Wohnplatz gehört, liegt rund 14,5 km nordwestlich. Der Wohnplatz liegt verkehrsgünstig nur wenig abseits der L100 von Groß Schönebeck nach Gollin, am Westende des Großdöllner Sees auf etwa 63 m ü. NHN. Döllnkrug liegt mitten im Biosphärenreservat Schorfheide-Chorin.

## Geschichte
Die Geschichte des Wohnplatzes Döllnkrug ist im Grunde die Geschichte von fünf unterschiedlichen Objekten, dem namensgebenden Döllnkrug, dem gleichzeitig oder nur wenig später entstandenen Teerofen, dem Chausseehaus, dem Forsthaus Döllnkrug und dem Gästehaus Schade von Hermann Göring, die jeweils ihre eigene Geschichte hatten.

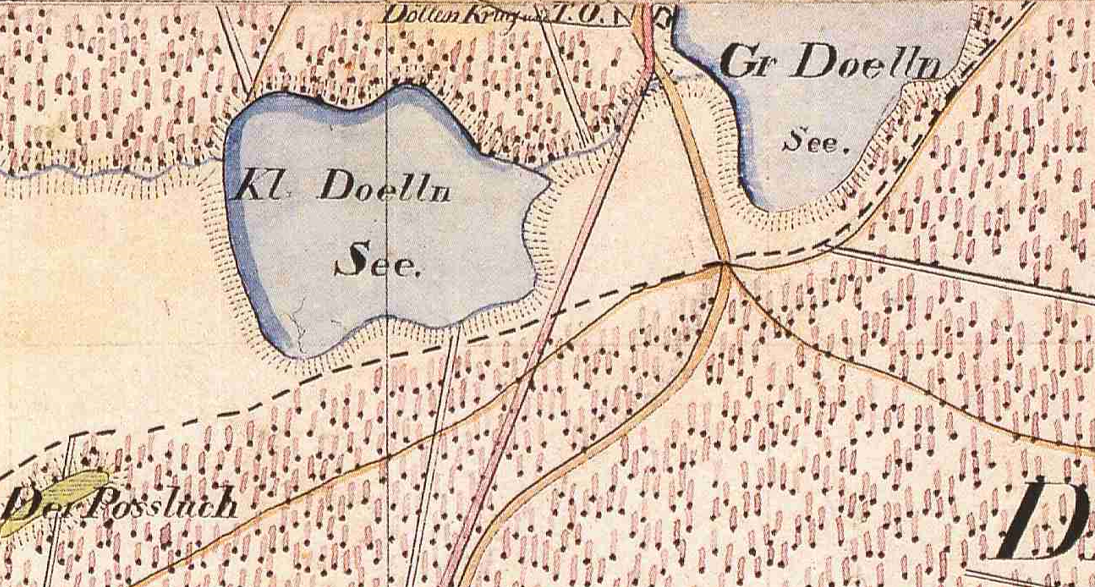
Döllnkrug, Teerofen und Krug (um 1825), Ausschnitt aus dem Urmesstischblatt 3047 Groß Schönebeck von 1825

### Der Döllnkrug oder Neue Krug
Um 1720 wird erstmals der Dellkrug in einem Schriftstück genannt. 1739 heißt es dann: Auf dem Döllnschen Teerofen ist neuerlich ein Reisestall für 100 Pferde erbaut worden zum Schaden der beiden Hauptkrüger zu Groß-Schönebeck. Wenn bis zu 100 Pferde untergestellt werden konnten, musste auch der Döllnkrug entsprechend Übernachtungsmöglichkeiten für viele Personen gehabt haben.  1742 heißt es dann bey dem Neuen Kruge und Ther Brennerey am Döllen See. 1752 wird der Krug Neue Döllen Krug genannt und 1775 schlicht der Neuekrug. Im Döllnkrug und Teerofen wohnten 1775 zwei Büdner (oder Einlieger); die Siedlung hatte zwei Feuerstellen (Wohnhäuser). Auf der Schmettaukarte von 1767/87 ist eine Bebauung eingezeichnet, der Name Döllnkrug fehlt aber. 1785 wird er wieder etwas näher an der heutigen Bezeichnung der große Dölln-Krug genannt. Das Etablissement lag links und rechts der Straße von Groß Schönebeck nach Prenzlau am Westufer des Großdöllner Sees. 1795 ist die Anlage als der Doellensche oder Neue Krug genannt. Außerdem heißt es explizit: Der Döllensche oder Neue Krug sind beides ein und dasselbe; daneben liegt der Teerofen. Friedrich Wilhelm August Bratring nennt ihn 1801 den Döllenschen Krug, bei Döllen, auch der Neue Krug genannt. Im Urmesstischblatt 3047 Groß Schönebeck von 1825 heißt die Lokalität Döllen Krug T. O. 1858 lebten in dem Wohn- und Gasthaus des Döllnkruges sechs Personen. 1860 wird der Wohnplatz folgendermaßen beschrieben: Schutzbezirk und Forsthaus mit Chausseehaus und Gasthaus in der Forst Reiersdorf. Die Siedlung hatte ein öffentliches Gebäude (Forsthaus), zwei Wohngebäude und vier Wirtschaftsgebäude, und insgesamt 40 Einwohner. 1873 wurden zum Wohnplatz Döllnkrug drei Wohnhäuser (Krug, Chausseehaus und Forsthaus) gerechnet, die zusammen 34 Einwohner hatten. Für 1881 sind wiederum insgesamt 34 Einwohner angegeben. 1898 war das Chausseehaus wohl schon abgebrochen worden. Es werden nur noch zwei Wohnhäuser (Forsthaus und Gasthaus) genannt, die zusammen 11 Einwohner hatten. E. Albrecht beschreibt in seinem Wanderbuch von 1901 den Döllnkrug als Wirtshaus mit 4 Betten. 1907 werden sowohl Forsthaus wie auch Gasthaus noch genannt. 1911 hatte Alfred Korella das Gasthaus gepachtet. 1925 wurden noch 10 Einwohner gezählt, was darauf schließen lässt, dass das Gasthaus noch stand. 1927 wird dagegen nur noch der Förster von Döllnkrug erwähnt. In dieser Zeitspanne muss das Gasthaus aufgegeben und abgerissen worden sein.

### Der Teerofen beim Döllnkrug
Der Teerofen ist wohl um dieselbe Zeit wie der Krug entstanden. Krug und Teerofen werden 1720 erstmals genannt. 1736 hatte der Teerbrenner am großen Döllnsee 52 Morgen Land. Durch weitere Rodung waren es bis 1740 59 Morgen geworden. Das Ackerland konnte mit 15 Scheffeln Saat bestellt werden. Die 14 Morgen Wiese dicht am Haus erbrachten vier bis fünf Fuder Heu. Die Teerschwelerei am Döllnfließ wurde auch „die Döllensche Hütte“ genannt und lag im Revier des Försters Schlesicke (der Oberförsterei Reiersdorf). 1745 und 1755 werden Teerofen und Teerbrenner erneut in Schriftstücken genannt. Ein Paar Einlieger wohnten im zugehörigen Wohnhaus. 1775 wohnten im Krug und im Teerofen zwei Büdner oder Einlieger. Vom Jahr 1785 stammt eine relative Lagebeschreibung: der große Döllnkrug; Teerofen; das Etabl liegt links und rechts der Prenzlauer Straße am WUfer des Gr. Dölln-Sees. 1793 wurde der Teerofen vom Amt Zehdenick in Erbpacht gegeben. 1795 wird zur Lage des Teerofens gesagt, dass er neben dem Krug lag.
Wann genau der Teerofen seinen Betrieb einstellte, ließ sich nicht ermitteln. Vermutlich geschah dies in den 1830er Jahren oder noch Anfang der 1840er Jahre. 1843 kaufte Oberförster Karl Ludwig Boehme das Etablissement Döllnkrug vom bisherigen Erbpächter Johann Ferdinand Behrendts. Behrendts zog daraufhin nach Wolfshagen und pachtete die dortige Wassermühle an der Stepenitz. Allerdings kam es noch fünf Jahre später zu einem Prozess des Fiskus gegen ihn. Vermutlich hatte er das von ihm gepachtete Teerofenetablissement Döllnkrug herunterkommen lassen, obwohl er eigentlich zu kleinen Reparaturen verpflichtet gewesen wäre.

### Das Chausseehaus beim Döllnkrug
Um/vor 1830 wurde die Straße zwischen Groß Schönebeck und Gollin, als Teil der wichtigen Fernverbindung Berlin-Prenzlau, zur Chaussee ausgebaut. Diese Chausseen wurden meist von Aktiengesellschaften vorfinanziert, die Baukosten sollten über eine Maut (Chausseegelder) wieder hereinkommen. Daher wurden in bestimmten Abständen Chausseehäuser eingerichtet, in denen das Chausseegeld erhoben wurde. Die Chausseegeld-Erhebung wurde in der Regel verpachtet. 1831 wurde die Chausseegelderhebungsstelle am Döllnkrug eingerichtet. Man darf sicher annehmen, dass zu dieser Zeit auch das Chausseehaus schon stand bzw. kurz zuvor errichtet worden war. 1844 wurde die Chausseegeld-Erhebung bei Döllnkrug, vom 1. Januar 1845 an, an den Meistbietenden neu verpachtet. Die Bieter mussten immerhin 140 Taler in bar oder in Staatspapieren als Sicherheit nachweisen.
1860 bestand der Wohnplatz Döllnkrug aus: dem Schutzbezirk und (dem) Forsthaus mit Chausseehaus und Gasthaus. Die kleine Siedlung hatte ein öffentliches Gebäude (Forsthaus), zwei Wohngebäude und vier Wirtschaftsgebäude, und insgesamt 40 Einwohner. 1873 wurden zum Wohnplatz Döllnkrug drei Wohnhäuser (Krug, Chausseehaus und Forsthaus) gerechnet, die zusammen 34 Einwohner hatten. Für 1881 sind für den Wohnplatz Döllnkrug wiederum insgesamt 34 Einwohner angegeben.
Das Gemeindelexikon von 1898 führt dagegen nur noch zwei Wohnhäuser (Forsthaus und Gasthaus) auf, die zusammen 11 Einwohner hatten. Das Chausseehaus war zu diesem Zeitpunkt also schon abgebrochen worden. Die genaue Lage, wo es einmal stand (in Bezug auf Gasthaus und Forsthaus) ist nicht bekannt.

### Die Försterei Döllnkrug
Nach Manfred Feder soll das Forsthaus Döllnkrug zwischen 1830 und 1840 erbaut worden sein. Es war damals sicher noch kein Forsthaus, sondern das Wohnhaus des Teerschwelers. Woher Manfred Feder diese Information hat, ließ sich nicht ermitteln. Belegt ist jedoch, dass Oberförster Karl Ludwig Boehme von der Oberförsterei Reiersdorf das Teerofenetablissement 1843 vom bisherigen Erbpächter Johann Ferdinand Behrendts erwarb. Das Forsthaus lag nicht an der Stelle des heutigen Wohnplatzes (Hotelkomplex), sondern seeseitig an der L 100, Kreuzung mit der L215 (). Dort dürfte damit auch der Teerofen gestanden haben.
Die Försterstelle Döllnkrug wurde 1851 neu eingerichtet. Erster Förster in Döllnkrug war Rudolph Below. Die Försterei Döllnkrug war ein typisches Förstereigehöft mit Wohnhaus und Wirtschaftsgebäuden. Der Förster musste Miete für das Haus bezahlen, bekam jedoch etwas Land zur Eigenbewirtschaftung hinzu. 1907 bestand der Wohnplatz Döllnkrug nur noch aus dem Forsthaus und dem Gasthaus. 1925 hatte der Wohnplatz noch 10 Einwohner. 1924 gehörte folgendes Dienstland zur Stelle: 0,06 ha Garten, 5 ha Acker und 8,328 ha Wiese. 1927 ist nur noch das Forsthaus genannt. 1932 gehörten zum Forstgehöft 6,612 ha Acker und 8,328 ha Wiese.
In der Hierarchie der Forstverwaltung unterstand das Forsthaus Döllnkrug der Oberförsterei Reiersdorf in der Forstinspektion Neustadt-Eberswalde (im weiteren Verlauf der Geschichte auch Forstinspektion Neustadt-Eberswalde-Potsdam genannt). 1934 wurde die Oberförsterei Reiersdorf in Forstamt Reiersdorf umbenannt. 1938 wurde das Forstamt Reiersdorf aufgeteilt in das Forstamt Groß Dölln (in Groß Väter) und das Forstamt Schorfheide (mit Sitz in Reiersdorf). Das Forsthaus Döllnkrug kam (bzw. verblieb) zum (beim) Forstamt Schorfheide. Seit 1936 war(en) das Forstamt Reiersdorf bzw. die beiden Nachfolgeforstämter Schorfheide und Groß Dölln Teil(e) der Stiftung Schorfheide, die dem Preußischen Landforstmeister bzw. dem späteren Reichsforst- und -jägermeister Hermann Göring unmittelbar unterstellt war. Etwas weiter östlich vom Forsthaus ließ Göring das Schade-Haus errichten, das von Göring als Gästehaus genutzt wurde, und aus dem sich das spätere staatliche Gästehaus der DDR entwickelte (siehe unten). 1978 gehörte die Revierförsterei Döllnkrug zum Staatlichen Forstwirtschaftsbetrieb Templin. Das Forsthaus Döllnkrug existiert nicht mehr. Es soll Ende der 1970er Jahre  wegen zu großer Nähe zum Gästehaus Döllnsee abgerissen worden sein.
Der Krug, der Teerofen und das Chausseehaus gehörten ursprünglich zum Amt Zehdenick. Gegen Mitte des 19. Jahrhunderts wurde der Gutsbezirk Forstrevier Reiersdorf gebildet, zu dem die Oberförsterei in Reiersdorf, der Schutzbezirk und das Forsthaus Wucker, der Schutzbezirk Döllnkrug und Forsthaus Döllnkrug mit Chausseehaus und Gasthaus, der Schutzbezirk Groß Väter und das Forsthaus Groß Väter und der Schutzbezirk Dusterlake sowie das Forsthaus Dusterlake gehörten. Mit der Bildung der Amtsbezirke in der Provinz Brandenburg 1874 kam der Gutsbezirk Reiersdorf zum Amtsbezirk No. 14 des Kreises Templin, dem Amtsbezirk Reiersdorf. 1881 umfasste der Gutsbezirk Königliches Forstrevier Reiersdorf – nun etwas genauer – die Oberförsterei Reiersdorf, Schutzbezirk und Forsthaus Döllnkrug, Schutzbezirk und Forsthaus Dusterlake, Schutzbezirk und Forsthaus Wucker und den Schutzbezirk und das Forsthaus Groß Väter. 1929 wurde der Gutsbezirk Reiersdorf Forst in die Gemeinden Gollin, Grunewald, Vietmannsdorf, Bebersee und Groß Väter eingegliedert. Ein Restareal wurde mit Zehdenick, Forst (Hauptteil) zu einem „Gutsbezirk Schorfheide, Anteil Kreis Templin“ zusammengelegt.
Der Wohnplatz Döllnkrug, damals nur noch aus der Försterei bestehend, wurde in die Gemeinde Bebersee eingemeindet. 1931 und 1957 war Döllnkrug Wohnplatz von Bebersee. 1960 wurde Bebersee nach Groß Dölln eingegliedert und war seitdem ein Wohnplatz von Groß Dölln. Nach der Wende bildete Groß Dölln zusammen mit 13 anderen Gemeinden die Verwaltungsgemeinschaft Amt Templin-Land. Zum 26. Oktober 2003 wurde das Amt Templin-Land per Gesetz aufgelöst und die amtsangehörigen Gemeinden in die Stadt Templin eingegliedert. Seither ist Groß Dölln ein Ortsteil von Templin und Döllnkrug ein Wohnplatz im Ortsteil Groß Dölln der Stadt Templin.

#### Liste der Förster
- ab 1. Januar 1851 bis 30. Juni 1857 Förster Rudolph Below[27] vorher Jäger, mit Antritt der Stelle zum Förster ernannt[19] sollte zum 1. Oktober 1851 in die Försterei Groß Väter versetzt werden,[28] kam nicht zur Ausführung[29]
- ab 1. Juli 1857 bis 30. Juni 1860 Förster August Ferdinand Bock (* 10. April 1814 in Grimnitz), vorher Jäger,[30] wurde 1860 in die Försterei Maienpfuhl versetzt[31]
- (1864) bis 30. Juni 1865 Förster Steffens, 1864 Forstaufseher, wurde zum Förster befördert,[32] wurde in die Försterei Klein Dölln versetzt[33]
- ab 1. Juli 1865 bis 30. April 1867 Förster Alexander Karl Wilhelm Kloßmann (* 19. März 1822 in Tauer, † 15. Juli 1887), vorher Jäger und mit Amtsantritt zum Förster befördert[33] er wurde 1867 in die Försterei Krampnitz versetzt, er erhielt 1881 das Ehrenportepee[34]
- ab 1. Mai 1867 bis 1. November 1874 Förster Wilhelm Poppenberg (* 24. September 1825 in Treuenbrietzen)[35][36] wurde in die Försterei Lindhorst versetzt[37] zuletzt Hegemeister
- ab 1. November 1874 bis 30. September 1879 Förster Gustav Rudolf Hermann Schmidt (* 2. Mai 1837 in Trampe), vorher Jäger, wurde gleichzeitig zum Förster ernannt,[38] wurde nach Joachimsthal versetzt[39]
- ab 1. Oktober 1879 bis 30. Juni 1894 Förster Otto Adolf Ferdinand August Seydaack (* 16. Juni 1844 in Beyerholz), Jäger und Forstaufseher in der Oberförsterei Biesenthal[39] wurde 1894 in die Försterei Albrechtshöhe, Oberförsterei Grumsin versetzt[40] zuletzt Hegemeister
- ab 1. Juli 1894 bis 30. Juni 1898 Förster Rudolf Linke (* 2. November 1858 in Jüterbog), vorher Reserve-Oberjäger und Forstaufseher zu Crewelin in der Oberförsterei Zehdenick, zunächst probeweise Verwaltung übertragen,[41] wurde zum 1. Juli 1895 zum Förster ernannt und fest angestellt[42][43] wurde 1898 in die Försterei Altenhof (Oberförsterei Grimnitz) versetzt,[44] zuletzt Hegemeister in der Oberförsterei Potsdam
- 1. Juli 1898 bis (1906) Förster Hugo Hoffmann (* 12. August 1860 in der Försterei Jakobsee), Diensteintritt: 1. Juli 1898[45][46] vorher Forstaufseher in der Oberförsterei Groß Schönebeck[44]
- ab 1. Oktober 1918 bis 31. März 1924 Förster Hugo Fiebig (* 1. Januar 1879 in Dambrau, Kr. Falkenberg Oberschlesien, † 14. März 1933),[47] wurde in die Försterei Fangschleuse (Oberförsterei Rüdersdorf) versetzt[20]
- (1928) bis 1930/31 Förster Peters (* 12. Mai 1877 in Laeven)[48][49]
- 1931 bis 1932 Förster Lange[50]
- 1. Juli 1932 bis 1936 Förster Reese;[51][52] die Stelle war 1932 neu zu besetzen[21]
- (1937) bis (1939) Revierförster Lehmann[53][54]

### Gästehaus Schade
1934/35 ließ Hermann Göring für seinen Jäger Willi Schade ein Gebäude errichten, das Jagdhaus Döllnkrug, das aber meist Schadehaus genannt wurde und als Unterkunft für Gäste von Carinhall genutzt wurde.
Nach 1945 wurde das Anwesen zunächst von der Freien Deutschen Jugend als Jugendherberge genutzt. 1954 wurde es von der DDR-Regierung übernommen und zu einer repräsentativen Residenz für Staatsgäste ausgebaut. Anfang der 1970er war Leonid Iljitsch Breschnew hier zu Besuch. Der langjährige Generalsekretär der SED und Staatsratsvorsitzender der DDR Walter Ulbricht (1893–1973) hielt sich gerne und oft in Döllnkrug auf. Er starb am 1. August 1973 im Gästehaus in Döllnkrug. Anfang der 1980er Jahre wurde das Anwesen vom DDR-Staatsrat übernommen. Im Dezember 1981 fanden hier Gespräche zwischen dem damaligen Bundeskanzler Helmut Schmidt und dem Staatsratsvorsitzenden Erich Honecker statt. Der Staatsrat der DDR tagte etliche Male im Gästehaus Döllnkrug. Eine Konferenz der Außenminister des Warschauer Pakts mit Andrei Andrejewitsch Gromyko fand hier statt. 1985 wurde das Gelände mit seiner Umgebung der Verwaltung des Ministeriums für Staatssicherheit unterstellt. 1990 ging das Anwesen aus Treuhandverwaltung an einige Privatunternehmer, die darauf das heutige Hotel erbauten bzw. bestehende Gebäude modernisierten. 1994 wurde das Hotel eröffnet.